# Saif ad-Din Ghazi II
Sayf al-Din Ghazi (II) ibn Mawdud (en árabe: سيف الدين غازي بن مودود‎; nombre completo: Sayf al-Din Ghazi II ibn Mawdud ibn Zengi; fallecido en 1180) fue un emir zanguí de Mosul, sobrino de Nur al-Din.
Se convirtió en emir de Mosul en 1170 tras la muerte de su padre Qutb ad-Din Mawdud. Sayf había sido elegido como sucesor por consejo del eunuco 'Abd al-Masish, que quería mantener el gobierno efectivo en lugar del joven emir; el hijo desheredado de Mawdud, Imad ad-Din Zengi II, huyó a Alepo en la corte de Nur al-Din. Este último, que esperaba una excusa para anexarse Mosul, conquistó Sinyar en septiembre de 1170 y sitió Mosul, que se rindió el 22 de enero de 1171. Tras derrocar a al-Masish, puso a Gumushtekin, uno de sus oficiales, como gobernador, dejando a Sayf ad-Din nada más que el título nominal de emir. Este último también se casó con la hija de Nur al-Din.
A la muerte de Nur al-Din (mayo de 1174), Gumushtekin fue a Damasco para tomar el control de su hijo y se tituló de atabeg de Alepo. Sayf ad-Din rechazó su tutela y restauró su independencia. Los nobles damascenos, preocupados por el creciente poder de Gumushtekin, ofrecieron a Sayf ad-Din su ciudad, pero no pudo intervenir ya que estaba ocupado en retomar Mosul. A partir de entonces, Damasco fue entregado a Saladino.
Saladino tomó el control de Biladu-Sham (Siria) pero Sayf ud-Din quería apoderarse de Alepo, por lo que envió a su hermano Izz al-Din Mas'ud al frente de un ejército para luchar contra Saladino: se encontraron en un área cerca de Hama llamado Kron Hama (en árabe: قرون حماه‎) donde Sayf ad-Din fue derrotado. Más tarde se preparó para otra batalla en Tell al-Sultan (en árabe: تل سلطان‎) cerca de Alepo, donde también fue derrotado; volvió a Mosul y envió mensajeros a Saladino ofreciendo su alianza, que fue aceptada.
Sayf ad-Din murió de tuberculosis y su hermano Izz al-Din Mas'ud lo sucedió en 1180.